# Pierce Holt
Leslie Pierce Holt (Marlin, 1º gennaio 1962) è un ex giocatore di football americano statunitense che ha militato nel ruolo di defensive end nella National Football League (NFL).

## Carriera
Al college Holt giocò a football alla Angelo State University. Fu scelto nel corso del secondo giro (39º assoluto) del Draft NFL 1988 dai San Francisco 49ers. Vi giocò fino al 1992, con un massimo di 10,5 sack nel 1989 e vincendo due Super Bowl consecutivi. Nel 1992 fu convocato per il suo unico Pro Bowl. Nel 1993 Holt firmò un contratto triennale da 7,5 milioni di dollari con gli Atlanta Falcons, con cui chiuse la carriera.

## Palmarès

### Franchigia
- Super Bowl : 2

San Francisco 49ers: XXIII, XXIV
- National Football Conference Championship: 2

San Francisco 49ers: 1988, 1989

### Individuale
- Convocazioni al Pro Bowl: 1

1992
- Second-team All-Pro: 1

1992
- PFWA All-Rookie Team - 1988
- College Football Hall of Fame